# Robert Ranulph Marett
Robert Ranulph Marett (Jersey, 13 giugno 1866 – Oxford, 18 febbraio 1943) è stato un antropologo inglese.
Esponente della scuola evolutiva Britannica, si è occupato di etnologia religiosa.
Fu allievo e successore di Tylor a Oxford, aveva modificato la scala evolutiva della religione concepita dal suo maestro.
Nel 1900, esponeva la sua teoria, che identificava nel mana melanesiano il prototipo di tutte le entità trascendentali in cui l'uomo ha posto le sue credenze.
Egli contestava a Tylor la priorità dell'animismo come forma primordiale di religiosità, a favore di un preanimismo nel quale sarebbe prevalsa la credenza in una "forza" impersonale diffusa e permeante tutte le cose esistenti, anche se con diversi gradi di presenza e concentrazione. Questa forza soprannaturale, rappresentata molto bene dal mana melanesiano, ma simile al wakanda degli Sioux, secondo Marett avrebbe costituito la base generale di tutte le credenze religiose e di tutte le pratiche magiche delle società preistoriche.
Ha lavorato presso un sito paleolitico (La cotte de St Brelade) dal 1910 al 1914, riuscendo a rintracciare resti di un luogo abitato dall'uomo di Neanderthal.
Divenne rettore del Exeter College di Oxford, dove insegnò Antropologia Sociale. Tra il 1929 e il 1930 fu suo allievo l'etnologo e folklorista italiano Giuseppe Cocchiara.

## Pubblicazioni
- The Threshold of Religion, (1909)
- Anthropology, (1912)
- Psychology and Folklore, (1920)
- Faith, Hope and Charity in Primitive Religion, (1930–1932)
- Sacraments of Simple Folk, (1930–1932)
- A Jerseyman at Oxford, (1941) autobiografia